# Fakro
FAKRO — міжнародна корпорація із штаб-квартирою у м.Новий Сонч, що на півдні Польщі. Компанію заснували у 1991 році. Власником та керівником фірми є Ришард Фльорек. Сьогодні це один із найбільших у світі виробників дахових вікон.

## Продукція
Основна продукція фірми ФАКРО це: дахові вікна з ручним та/або електричним управлінням, вікна для пласких дахів (з можливістю монтажу на зелених дахах), дахові вилази (похилий, плаский), складні сегментні сходи на горище, світлові тунелі, аксесуари для дахових вікон (штори, жалюзі, ролекасети, маркізи), монтажні аксесуари. Уся продукція виготовляється на власних заводах та з дотриманням найвищих вимог до якості.

## Виробництво
До складу FAKRO Group входить 12 виробничих компаній (з них 3 в Україні: м. Львів, м. Звягель, смт. Шкло) та 16 дистрибуційних компаній розташованих в Європі, зокрема в Україні (м. Львів), Азії та Америці. Продукція є доступною у понад 50 країнах по всьому світу. Обсяги експорту загалом сягають 70 % від загальних продаж.
Площа виробничих, складських та офісних приміщень сягає 230 тис. м². Кількість працівників — 3300 осіб, зокрема понад 100 інженерів, які працюють над розробкою та удосконаленням продукції. Станом на сьогодні компанія FAKRO подала вже понад 160 патентних заявок. Згідно з інформацією наданою самою компанією, її частка складає 15 % ринку товарів для забудови піддашшя.

## Історія FAKRO
З моменту заснування у 1991 році стрімкий ріст фірми посприяв виходу за межі Польщі. Вже у 1994 році розпочинається експорт продукції до Нідерландів, Словаччини. У 1998 році в Україні відкрито виробниче представництво FAKRO Lwów (ТзОВ ФАКРО-Львів). Цього ж року у Німеччині відкривається дистриб'юторська компанія. У наступні роки до них додаються такі країни як Угорщина, Велика Британія, Росія, Франція, США, Словаччина, Нідерланди, Італія, Чехія, Іспанія, Данія, Китай, Австрія, Латвія. В інших країнах налагоджено співпрацю з мережею закордонних імпортерів.

## FAKRO в Україні
Виробництво дахових вікон FAKRO в Україні розташоване у м. Львові, на вул. Городоцькій 355б. На заводі у м. Львів працює більше 200 працівників. Тут виготовляють дерев'яні дахові вікна та дерев'яні сходи на горище. Дилерська мережа розгалужена по всій Україні. Продукція фірми представлена також в мережі будівельно-господарських гіпермаркетів Епіцентр К.

## Екологічна фірма
Основний матеріал з якого виготовляється продукція FAKRO — це соснова деревина. Серед усіх будівельних матеріалів вона відрізняється високою екологічністю та безпечністю для здоров'я.
Деревина походить з регіонів, де проводиться офіційне планове господарство. Це означає, що на місці цих дерев, висаджують ще більше нових. Молодий ліс абсорбує значно більше вуглекислого газу на противагу старому.
Сушіння відбувається у декілька етапів. Спочатку — природнім шляхом, а згодом деревину поміщають у автоматичні сушильні камери, де вона набуває 12 % рівня вологості. Сушильні камери обігріваються за допомогою екологічних печей, в яких спалюють виробничі дерев'яні залишки.
Сертифікат FSC підтверджує якість та походження сировини, що використовується компанією FAKRO.

## Співпраця
ТзОВ ФАКРО-Львів активно співпрацює з Національною спілкою архітекторів України, зокрема з її регіональною організацією — Львівською обласною організацією НСАУ.